# 《群众》周刊
《群众》周刊是抗日战争和第二次国共内战初的国共合作期间，中国共产党代表团在国民党统治区合法公开出版发行的理论期刊。

## 历史
抗战爆发前夕第二次国共合作，1937年6月4日，周恩来经南京抵达庐山。6月8日-15日，周恩来与蒋介石在庐山进行了多次谈判。庐山谈判后，周恩来回到延安，向中共中央汇报会谈情况并商讨对策。6月18日，中共中央书记处在研究了蒋介石的意见后，提出了一个新谈判方案。新方案中的第十项为“与蒋及国民党谈判，在全国公开发行《解放》周刊（现在延安出版）。”
1937年7月10日，周恩来在上海约见夏衍时说：“在国民党统治区域，要做的事很多。我们要办一张党报，昨天已经决定了，由潘梓年和章汉夫负责。”7月17日，周恩来到庐山代表中共中央同蒋介石等中国国民党要人谈判国共合作的各项具体问题。谈判内容之一是在国统区公开出版报刊。1937年8月22日—24日，中共中央在陕北洛川召开了政治局扩大会议。根据“洛川会议”精神，八路军驻南京办事处共有十项主要工作，其中第十项为“筹备出版《新华日报》”。1937年8月中下旬，周恩来在南京同中国国民党中央宣传部部长邵力子商定中共在国统区创办报刊。邵力子正式批准中共在南京筹办、公开发行报刊。
周恩来亲自安排选调一批干部，成立了报刊筹备处。潘梓年负责全面工作，章汉夫负责编辑工作，八路军南京办事处的钱之光负责经理工作，精力重点放在创办《新华日报》，兼顾出版《群众》周刊。1937年10月开始筹办《新华日报》和《群众》周刊。在《新华日报》申请办理登记手续的问题上，当局推诿拖延，迟迟不予办理。拖到战局转危，当局决定放弃南京，邵力子打电话给潘梓年，要求撤到武汉再筹备出版《新华日报》。潘梓年、章汉夫、吴敏、徐迈进等10月19日奉命携带一批新闻印刷用纸，先期离开南京去汉口，在成忠路53号设筹备处，买了一家印刷厂，租了必要的办公与住宿用房。11月20日，八路军驻南京办事处的李克农和叶剑英给毛泽东等发电说：“新华日报在京已无可能开办，报馆人员均先赴武汉，汉夫先走，梓年随后亦到。到武汉后，即继续办理合法手续。”11月下旬，筹备处在武汉继续筹办《新华日报》和《群众》周刊。湖北省当局借口要请示中央，采取各种手法阻挠报刊出版。章汉夫了解到按照《修订出版法》出版期刊只需要缴纳一笔保证金即可，周恩来指示筹备处负责人潘梓年和徐迈进向当局提出：如果不让《新华日报》出版，那就必须让《群众》周刊先出版。周恩来直接与国民党中宣部长交涉。当局同意先给《群众》周刊发出版登记证。11月下旬徐迈进到汉口市政府，只用6元押金（依规需要600元）就注册登记了《群众》周刊。1937年12月11日，《群众》周刊在武汉创刊出版，潘梓年为主编兼发行人，许涤新实际主持社务。1937年12月18日，秦邦宪与周恩来、陈绍禹（王明）、邓颖超、孟庆树等人组成的中国共产党代表团应蒋介石的邀请从延安到达武汉。12月21日晚，周恩来、王明、博古等同蒋介石进行了谈判。周恩来提出了一系列的建议，包括出版《新华日报》等。蒋答复：“所谈极好，照此做去，前途是见好转，彼想的也不过如此，对我们所谈完全同意。”《新华日报》于1938年1月11日正式出版，由长江局书记兼党报委员会主席王明直接领导，潘梓年任社长兼总经理、华岗任总编辑、章汉夫任编辑部主任。抗战时期，《群众》周刊作为《新华日报》馆一部分而并没有自己单独的杂志社；除了有少数几个编辑以外，其他从社长、主编到印刷、发行、后勤、经营管理等都是《新华日报》的人。
周恩来在《群众》周刊创刊一个月内的五期刊物上，发表三篇报告和文章：《目前抗战危机与坚持华北抗战的任务》、《目前抗战形势与坚持长期抗战的任务》、《怎样进行持久抗战》。
1938年10月武汉沦陷前夕，《群众》周刊和《新华日报》撤离，向重庆转移。报社大部分人员10月22日撤离汉口。八路军驻武汉办事处和报馆共同包租了一条船叫“新升隆”，100多人编成一个大队，22日晚起航，23日下午在湖北嘉鱼县燕子窝遭敌机空袭下沉，25人（报馆16人，办事处9人）因中弹或溺水牺牲。1938年10月25日凌晨日军侵入武汉市郊，《新华日报》在当天出至第287号后停刊，但迁至重庆的《新华日报》工作人员立即接过出版任务，于10月26日在重庆出版第288号。《群众》周刊在10月停刊，1938年12月在重庆复刊，1943年1月改为半月刊。1938年10月的中共中央六届六中全会批判了王明路线，《新华日报》和《群众》周刊由南方局领导，周恩来直接领导。周兼任《新华日报》董事长，编委会与报刊职工大会都参加。南方局副书记董必武等具体领导。编辑部主任为章汉夫（1938年11月下旬任副总编辑，继而任总编辑至抗战胜利）。 
《群众》周刊向当局办理了变更出版地手续，1946年6月3日在上海出版发行。由《新华日报》上海版编辑部（筹备）改为周刊社，主编章汉夫。1946年7月改为半月刊。由于当局禁止《新华日报》在上海、南京出版发行，《群众》就担负了党报、党刊双重任务。1947年2月，国共合作彻底破裂，当局驱逐了在京、沪、渝的中共代表团，查封了重庆的《新华日报》与上海的《群众》双周刊。
1946年10月初，中共中央派遣章汉夫、林默涵带几人转移到香港，负责党的对外宣传工作，并出版发行《群众》周刊香港版。章汉夫以“章翰”的公开身份登记为《群众》周刊的督印人与主编。1947年1月30日正式创刊。社址位于皇后大道中33号二楼10座。林默涵、廖沫沙等负责日常刊务。每期发行量3400份，其中三分之一在内地发行。《群众》周刊香港版的刊头“群众”二字字体是从鲁迅手迹中选出的两个字拼成。“群众”红色字体下方为黑色的英文印刷体“CHUIN CHUNG WEEKLY”。封面印有出版日期和目录。作为大刊，排版是A3对折，篇幅22页左右。从第二期开始，《群众》周刊以列表的方式标明周刊发行的地区、国别、平邮价和航空价格。除中国大陆外，发行的国家和地区有：香港、英国、马来亚、澳大利亚、缅甸、菲律宾、越南、法国、美国。承担《群众》周刊印务和出版的机构是饶彰风负责的新民主出版社和有利印务公司。当时中共在香港的新闻媒体“两大一小”：《华商报》为大报，《群众》为大刊，《正报》为小报。国民党中宣部致外交部的函件称：“据报香港政府对于出版物发行及社团活动均严加限制，但中共在港筹办《群众》周刊，其创刊号业已发行，兹抄送原情报一件，即希查照，设法交涉防止该刊在港出版。”章汉夫1947年6月兼任香港工委书记、报刊委员会书记。1948年9月13日，章汉夫陪同沈钧儒、谭平山、蔡廷锴、章伯钧等一行10余人，乘船秘密离港北上，到达朝鲜的罗津港，中共中央东北局李富春前来迎接。夏衍继任《群众》周刊主编。1947年1月30日至1949年10月共两年9个月的时间里，《群众》周刊在香港每周定期出版，一共出版了143期。1949年10月20日，《群众》周刊在香港出版最后一期停刊。